# Круглый, Лев Борисович
Лев Бори́сович Кру́глый (24 февраля 1931 — 17 ноября 2010) — советский, впоследствии французский актёр театра и кино.

## Биография
Родился в Москве в семье метростроевца и музыкальной деятельницы.
 Его предки жили в Киеве, часть его родственников погибла в Бабьем Яру.
В 1953 году окончил Театральное училище имени М. С. Щепкина, где учился у Веры Пашенной. Впервые на сцену вышел ещё будучи студентом в спектакле «Иван Грозный» в Малом театре.
В 1953—1956 годах — актёр Хабаровского краевого театра драмы. Из Хабаровска вернулся в Москву, играл на сцене «Современника».
В 1964 году вместе с некоторыми другими актёрами последовал за режиссёром Анатолием Эфросом сначала в Театр имени Ленинского комсомола (ныне — Ленком), а в 1967 году — в Театр на Малой Бронной. В 1965 году вышел спектакль «Марат, Лика и Леонидик» по пьесе Алексея Арбузова «Мой бедный Марат», в котором Леонидика сыграл Лев Круглый, Лику — Ольга Яковлева, а Марата — Александр Збруев; успех имел его Тузенбах в «Трёх сёстрах» Эфроса.
В кино дебютировал в 1959 году в «Колыбельной» режиссёра Михаила Калика. В фильмографии актёра такие фильмы, как «713-й просит посадку», «Впереди — крутой поворот», «Живые и мёртвые», «Шумный день», «Подарок чёрного колдуна» и другие.

## Эмиграция
В 1979 году эмигрировал вместе с женой, актрисой Натальей Энке, и сыном Никитой. Жили и работали в Вене, Мюнхене (в Мюнхене три года работал на радио «Свобода» диктором).
Во Франции вместе с семьёй жил в Мёдоне, пригороде Парижа.
Супруги ставили спектакли и играли в них. Их театр двух актёров просуществовал 25 лет. Объездили с ним всю Америку и Европу. В Россию Лев Круглый и его жена Наталья Энке приезжали дважды: первый раз с гастролями в Москву и Петербург в 1993 году по приглашению министерства культуры (спектакли «Бедные люди», «Кроткая» и «Женитьба»), второй раз в 2003 году со спектаклем «В карете прошлого». В годы эмиграции принял крещение, был экуменистом.
В 2005 году в числе других российских деятелей культуры подписал письмо с призывом признать Михаила Ходорковского политзаключённым.
Скончался 17 ноября 2010 года в клинике «Лембер», в пригороде Парижа Ла-Гарен-Коломб, не дожив три месяца до своего 80-летия. Похоронен в Париже на русском кладбище Сен-Женевьев де Буа.

### Семья
- Жена — актриса Наталья Энке.
- Сыновья — Сергей, Никита, Алексей.

Никита Круглый-Энке снялся в главной роли в короткометражном фильме «Ливень» (1977, Одесская киностудия).

## Театральные работы

### В СССР
Театр "Современник"
- 1959 — «Два цвета» Зака и Кузнецова

#### Московский театр имени Ленинского комсомола
- 1965 — «Мой бедный Марат» А. Н. Арбузова

#### МДТ на Малой Бронной
- 1967 — «Три сестры» А. П. Чехова

### Во Франции

#### Бретонский культурный центр
- «Кроткая» (по Ф. М. Достоевскому)
- «Граф Нулин»

#### Центр Сен-Жорж в Медоне
- «Женитьба»

## Фильмография

### В СССР
- 1955 — Солдат Иван Бровкин — Никита Козырев, наездник-конюх
- 1959 — Колыбельная — Лёвка, шофёр
- 1960 — Шумный день — Геннадий Лапшин
- 1960 — Впереди — крутой поворот — Андрей, водитель автобазы
- 1960 — Прыжок на заре — конвойный на гауптвахте
- 1961 — Будни и праздники — Лёха
- 1961 — Две жизни — журналист
- 1961 — Человек идёт за солнцем — водитель грузовика
- 1962 — 713-й просит посадку — Иржи
- 1962 — Смотрите, небо! — отец Альки
- 1963 — При исполнении служебных обязанностей — Павел Богачёв
- 1964 — Живые и мёртвые — Комаров
- 1965 — Мимо окон идут поезда — Фёдор Фёдорович Гусев
- 1967 — Таинственная стена — Егор Ломов
- 1967 — Житие и вознесение Юрася Братчика — Резчик, названный апостолом Фомой
- 1968 — В день свадьбы — Василий
- 1968 — Любить… — москвич
- 1969 — В тринадцатом часу ночи
- 1969 — Последние каникулы — Иван Давыдов
- 1969 — На пути к Ленину — Жорж Горчаков
- 1970 — Эксперимент — Кирилл Александрович, полковник, начальник колонии
- 1971 — Собака Баскервилей (ТВ) — доктор Уотсон
- 1971 — Марат, Лика и Леонидик (фильм-спектакль) — Леонидик
- 1972 — Четвёртый («Мосфильм», режиссёр А. Столпер) — Тэдди Франк
- 1972 — К бабушке, к дедушке (телефильм) — Папа, Павел Тимохин
- 1973 — Всего несколько слов в честь господина де Мольера — Шарль Варле де Лагранж, актёр по прозвищу «Регистр»
- 1973 — Месяц в деревне — Михаил Александрович Ракитин
- 1973 — Право на прыжок — Гаранин
- 1974 — Иван да Марья — Воевода
- 1975 — Старший мастер (телеспектакль)
- 1975 — Светлые ожидания (телеспектакль) — Алексей Иванович
- 1976 — …И другие официальные лица — Чернецов
- 1976 — Город с утра до полуночи — Лёня
- 1976 — Семейная мелодрама — Павел Барабанов
- 1977 — Ливень (короткометражный)  — Учитель
- 1978 — Подарок чёрного колдуна — Чёрный колдун
- 1979 — Варвары — Маврикий Осипович Монахов, акцизный надзиратель
- 1979 — Рыцарь из Княж-городка — Николай Смирнов

### Во Франции
- 1980 — Какое облегчение[5] — турист
- 1985 — Светлое будущее[5] — Коган